# Lucas Catarina
Lucas Catarina (Monte Carlo, 26 agosto 1996) è un tennista monegasco.

## Biografia
Lucas Catarina rappresenta Monaco alle partite di Coppa Davis. In carriera ha vinto 9 titoli Futures nel singolare e due nel doppio.
Ha disputato la prima partita nel tabellone principale del circuito maggiore nel 2018, grazie alla wildcard ricevuta a Monte Carlo, perdendo al primo turno contro Milos Raonic.

## Palmarès
- Giochi del Mediterraneo

2018 - Tarragona: argento nel singolare
- Giochi dei piccoli stati d'Europa

2017 - San Marino: bronzo nel singolare
2019 - Budua: bronzo nel singolare
2023 - Malta: argento nel singolare

## Statistiche

### Tornei minori

#### Singolare

##### Vittorie (12)
| Legenda tornei minori |
| Challenger (0)        |
| Futures (13)          |

| Numero | Data           | Torneo                         | Superficie  | Avversario in finale | Punteggio     |
| 1.     | Luglio 2017    | Portogallo F12, Idanha-a-Nova  | Cemento     | David Pérez Sanz     | 6-4, 6-4      |
| 2.     | Luglio 2017    | Turchia F28, Erzurum           | Cemento     | Anil Yüksel          | 6-3, 6-3      |
| 3.     | Dicembre 2017  | Messico F8, Cancún             | Cemento     | Gonzalo Escobar      | 6-4, 7-6      |
| 4.     | Gennaio 2019   | Tunisia M15, Monastir          | Cemento     | Skander Mansouri     | 6-4, 7-5      |
| 5.     | Gennaio 2020   | Tunisia M15, Monastir          | Cemento     | Boris Pokotilov      | 4-6, 6-3, 6-3 |
| 6.     | Febbraio 2020  | Tunisia M15, Monastir          | Cemento     | Tiago Cacao          | 6-4, 4-6, 7-5 |
| 7.     | Settembre 2020 | Portogallo M15, Castelo Branco | Cemento     | Strong Kirchheimer   | 6-3, 2-6, 7-6 |
| 8.     | Marzo 2021     | Tunisia M15, Monastir          | Cemento     | Mateus Alves         | 6-7, 7-5, 6-4 |
| 9.     | Maggio 2021    | Tunisia M15, Monastir          | Cemento     | Benjamin Pietri      | 6-0, 6-0      |
| 10.    | Marzo 2022     | Tunisia M15, Monastir          | Cemento     | Terence Atmane       | 6-4, 6-1      |
| 11.    | Marzo 2023     | Grecia M15, Heraklion          | Cemento     | François Musitelli   | 6-3, 6-2      |
| 12.    | Marzo 2023     | Grecia M15, Heraklion          | Cemento     | Sebastian Gima       | 6-3, 6-2      |
| 13.    | Maggio 2023    | Svezia M15, Kalmar             | Terra rossa | Max Dahlin           | 6-1, 3-6, 7-6 |

##### Sconfitte (12)
| Legenda tornei minori |
| Challenger (0)        |
| Futures (12)          |

| Numero | Data          | Torneo                            | Superficie  | Avversario in finale | Punteggio     |
| 1.     | Giugno 2017   | Zimbabwe F1, Harare               | Cemento     | Nicolaas Scholtz     | 6-2, 3-6, 0-6 |
| 2.     | Maggio 2018   | Bulgaria F1, Sozopol              | Cemento     | Sebastien Boltz      | 3-6, 4-6      |
| 3.     | Marzo 2020    | Grecia M15, Heraklion             | Cemento     | Filip Cristian Jianu | 5-7, 6-3, 3-6 |
| 4.     | Novembre 2020 | Grecia M15, Heraklion             | Cemento     | Evan Furness         | 1-6, 6-2, 5-7 |
| 5.     | Novembre 2020 | Grecia M15, Heraklion             | Cemento     | Evan Furness         | 3-6, 6-4, 1-6 |
| 6.     | Aprile 2021   | Francia M25, Angers               | Terra rossa | Manuel Guinard       | 5-7, 4-6      |
| 7.     | Maggio 2021   | Tunisia M15, Monastir             | Cemento     | Luca Potenza         | 6-1, 2-6, 1-6 |
| 8.     | Aprile 2022   | Francia M25, Angers               | Terra rossa | Titouan Droguet      | 1-6, 1-6      |
| 9.     | Dicembre 2022 | Tunisia M15, Monastir             | Cemento     | Bogdan Bobrov        | 4-6, 5-7      |
| 10.    | Gennaio 2023  | Francia M15+H, Bagnoles de l'Orne | Terra rossa | Sean Cuenin          | 3-6, 3-6      |
| 11.    | Febbraio 2023 | Tunisia M15, Monastir             | Cemento     | Lorenzo Rottoli      | 6-2, 4-6, 4-6 |
| 12.    | Febbraio 2023 | Tunisia M15, Monastir             | Cemento     | Maks Kaśnikowski     | 4-6, 0-6      |

#### Doppio

##### Vittorie (2)
| Legenda tornei minori |
| Challenger (0)        |
| Futures (2)           |

| Numero | Data           | Torneo                     | Superficie | Compagno          | Avversari in finale         | Punteggio      |
| 1.     | Settembre 2017 | Regno Unito F5, Roehampton | Cemento    | Adrian Bodmer     | Peter Bothwell Luke Johnson | 6-2, 6-2       |
| 2.     | Settembre 2019 | Finlandia M15, Pajulahti   | Cemento    | Baptiste Crepatte | Jesper de Jong Ryan Nijboer | 6-4, 1-6, 10-5 |

##### Sconfitte (1)
| Legenda tornei minori |
| Challenger (0)        |
| Futures (1)           |

| Numero | Data         | Torneo               | Superficie | Compagno          | Avversari in finale                    | Punteggio |
| 1.     | Ottobre 2018 | Grecia F6, Heraklion | Cemento    | Baptiste Crepatte | Francesco Ferrari Michail Pervolarakis | 6-7, 0-6  |